# Anders Hultén
Anders Hultén, född 5 januari 1757 i Snavlunda socken i Närke, död 19 april 1831, var en svensk matematiker.
Hultén blev student vid Uppsala universitet 1779, filosofie magister 1785 och docent i fysik 1787 samt utnämndes till astronomie professor vid Greifswalds universitet 1792. Då fransmännen besatte Pommern, flydde Hultén 1807 till Sverige samt blev professor i dogmatik och moralteologi vid Uppsala universitet 1808. Hultén promoverades till teologie doktor 1809. Hultén utgav åtskilliga avhandlingar i astronomi och matematik, de senare dels över ekvationsteorin, dels över differentialräkningen och dess historia. Han redigerade även den astronomiska delen av Schwedisch-pommersch-rügianischer Staatskalender för åren 1796–1808. Under senare delen av livet ägnade han sig uteslutande åt teologin. Av hans teologiska skrifter kan nämnas uppsatsen Om grekiska och romerska språkens nödvändighet för en theolog (i Kungliga Vitterhets Historie och Antikvitets Akademiens handlingar, del XI, 1822). 
Hultén invaldes 1797 som utländsk ledamot av Kungliga Vetenskapsakademien, och räknades från 1808 som en av de inhemska ledamöterna.